# De Materia Medica
De Materia Medica (numele în limba latină al lucrării grecești Περὶ ὕλης ἰατρικῆς, Peri hules iatrikēs, ambele în traducere înseamnând „Despre materialele medicale”) este o farmacopee de plante și medicamente. Lucrarea în cinci volume descrie mai multe medicamente ca fiind eficiente în tratarea diferitelor boli. Sunt descrise în jur de 600 de plante, minerale, animale și circa 1000 de medicamente care pot fi obținute din acestea.
A fost scrisă de către medicul grec Dioscoride Pedanios, între anii 50-70.
Ea a devenit lucrarea de referință în farmacologie în Europa și Orientul mijlociu timp de peste 1500 de ani. și a fost precursoarea tuturor farmacopeilor moderne
Manuscrisul cel mai vechi este cunoscut sub numele de Codex Aniciae Julianae, care se păstrează în categoria (Ms Medicus graecus I) și este format din 491 de coli de pergament cu dimensiunea de 36,5 x 30,5 cm. Se pare că ar fi fost redactat la Constantinopol în anul 512, iar pe una dintre primele miniaturi este pictat un portret al prințesei Anicia Juliana.
Lucrarea se compune din aproximativ 400 de miniaturi și prezintă mai mult de 600 de tipuri de plante.

## Cuprins
Lucrarea este împărțită în cinci volume. Dioscoride a organizat diferitele substanțe după anumite similitudini, cum ar fi plante aromatice, sau viță de vie; aceste diviziuni nu corespund clasificărilor moderne. În opinia lui David Sutton gruparea a fost făcută pe baza efectelor asupra corpului uman.

### Volumul I: Plante aromatice
Volumul I se referă la uleiurile plantelor aromatice, și unguente realizate din acestea. Acestea includ  nucșoara, valeriana, scortișoara, hameiul, terebentină, rășină de pin, gutuiul, mărul, piersicul, caisul, lămâiul, părul ,  prunul și multe altele